# Benazepril

Benazepril

Benazepril är ett läkemedel som kan användas antingen som en fristående behandling av högt blodtryck eller kombineras med andra läkemedelsbehandlingar. Läkemedlet tillhör en grupp läkemedel som kallas ACE-hämmare och verkar genom att hämma de ämnen som får blodkärlen att dra sig samman. På så sätt kan Benazepril bidra till ett förbättrat blodflöde.
De biverkningar som läkemedlet kan orsaka inkluderar lindrigare sådana såsom hosta, yrsel, huvudvärk och dåsighet. Allvarligare biverkningar som kan uppstå vid användning av Benazepril är svullnad i hals, ansikte, läppar, tunga, händer, fötter, ben, anklar eller ögon samt heshet, svårigheter att svälja eller andas, gulning av ögon eller hud, svimanfall, hudutslag, feber, halsont, frossa och andra tecken på en infektion.

## Referenslista
1. 1 2  ”Benazepril: MedlinePlus Drug Information” (på engelska). medlineplus.gov. https://medlineplus.gov/druginfo/meds/a692011.html. Läst 20 maj 2017.